# آلات الحوسبة والذكاء
آلات الحوسبة والذكاء هو عنوان ورقة بحثية رائدة كتبها آلان تورنغ حول موضوع الذكاء الاصطناعي. نُشرت هذه الورقة عام ١٩٥٠ في مجلة مايند، فيها طرح آلان تورنغ لأول مرة للعامة مفهومه لما يُعرف الآن باختبار تورينغ.
تناول تورنغ في ورقته البحثية حول آلات الحوسبة والذكاء سؤال «هل تستطيع الآلات التفكير؟». ويقول تورينغ في محاولته للإجابة على هذا التساؤل بما أنه لا يمكننا تعريف كلمتي "التفكير" و"الآلة" بوضوح، فعلينا استبدال ذلك السؤال بسؤال آخر وثيق الصلة به، ولكن باستخدام عبارات وكلمات واضحة الدلالة نسبيًا. وللقيام بذلك، يجب علينا أولًا إيجاد كلمة بسيطة وواضحة لتحل محل كلمة "التفكير"، وثانيًا، يجب علينا شرح مفهوم "الآلات" بدقة، وفي النهاية يمكننا من خلال هذه الأدوات، صوغ سؤالًا جديدًا، مرتبطًا بالسؤال الأول، وهو السؤال الذي اعتقد تورنغ في النهاية أنه من الممكن الرد عليه بالإيجاب.

## لمحة تاريخية
على مدى عشر سنوات، استمر الباحثون في المملكة المتحدة في محاولاتهم لاستكشاف ذكاء الآلة قبل تأسيس مجال أبحاث الذكاء الاصطناعي في عام ١٩٥٦. وكان هذا موضوعًا بحثيا شائعًا بين أعضاء نادي ريشيو البريطاني، وهي مجموعة غير رسمية من باحثي علم التحكم الآلي والإلكترونيات البريطانيين، وكان آلان تورنغ واحدًا من أعضاء هذه المجموعة، وكان من أوائل الباحثين الذين تناولوا مفهوم ذكاء الآلة منذ عام ١٩٤١، ويُعدّ ما ذكره في أبحاثه عام ١٩٤٧ واحدًا من أقدم الإشارات المعروفة لمفهوم ذكاء الحاسوب.

## اختبار تورنغ

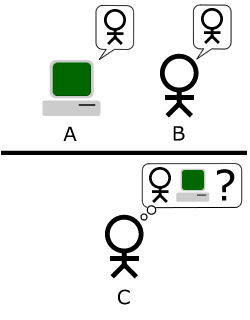
التفسير القياسي لاختبار تورنغ، حيث يُطلب من المحقق محاولة تحديد أي لاعب هو حاسوب وأي لاعب هو إنسان.

بدلاً من محاولة تحديد ما إذا كانت الآلة تفكر أم لا، يقترح تورينغ أن نسأل ما إذا كانت الآلة قادرة على الفوز في لعبة أسماها بـ«لعبة المحاكاة» أم لا. كانت لعبة المحاكاة الأصلية التي وصفها تورينغ عبارة عن لعبة جماعية بسيطة تتكون من ثلاثة لاعبين. حيث يكون اللاعب أ رجل، واللاعب ب امرأة، واللاعب ج (الذي يلعب دور المحقق) غير محدد الجنس بحيث يمكن أن يكون رجلا أو امرأة. في لعبة المحاكاة، لا يستطيع اللاعب ج رؤية أيٍّ من اللاعبين الآخرين سواء اللاعب أ أو اللاعب ب، ويمكنه تعريفهما فقط باعتبارهما متغيرين س أو ص، ولا يمكنه التواصل معهما إلا من خلال ملاحظات مكتوبة أو أي وسيلة أخرى لا تكشف عن جنسهما. ومن خلال بطرح أسئلة على اللاعب أ واللاعب ب، يحاول اللاعب ج تحديد أيهما الرجل وأيهما المرأة. ويتمثل دور اللاعب أ في خداع المحقق ليتخذ القرار الخاطئ، بينما يحاول اللاعب ب مساعدة المحقق في اتخاذ القرار الصحيح. اقترح تورنغ نسخة مختلفة قليلا من هذه اللعبة بحيث يحل فيها الحاسب الآلي محل أحد اللاعبين الثلاثة. ففي النسخة المعدّلة من اللعبةً يكون هناك ثلاثة مشاركين موجودين في غرف معزولة، أحدهم حاسوب (يخضع للاختبار)، والآخر إنسان، والثالث إنسان يلعب دور المُراقب أو الحكم. يستطيع المُراقب البشري التحدث مع كلٍّ من الإنسان والحاسوب عن طريق الكتابة في جهاز طرفي. ويحاول كلٌّ من الحاسوب والإنسان إقناع المراقب أو الحكم بأنه هو الإنسان. فإذا لم يستطع الحكم التمييز بينهما بدقة، يفوز الحاسوب باللعبة. يقول تورنغ في ورقته البحثية:
الآن علينا أن نطرح السؤال التالي: "ماذا سيحدث عندما تتولى آلة دور الاعب (أ) في هذه اللعبة؟" هل سيخطئ المحقق في قراراته بنفس القدر عندما تُلعب اللعبة بهذه الطريقة كما يفعل عندما تُلعب بين رجل وامرأة؟ هذه الأسئلة تحل محل سؤالنا الأصلي: "هل الآلات قادرة على التفكير؟"
أحدث اختبار تورنغ منذ أن طرح ورقته البحثية تأثيرًا كبيرًا في الأوساط العلمية كما تعرض لانتقادات واسعة، وبمرور الوقت أصبح هذا الاختبار واحدا من أهم المفاهيم في فلسفة الذكاء الاصطناعي. فقد حول تورنغ، كما يشير ستيفان هارناد، السؤال المطروح إلى: "هل تستطيع الآلات فعل ما نستطيع نحن (ككيانات مفكرة) فعله؟". بمعنى آخر، لم يعد تورنغ يتساءل عما إذا كانت الآلة قادرة على التفكير مثل البشر أم لا؛ بل يتساءل عما إذا كانت الآلة قادرة على التصرف بشكل لا يختلف عن طريقة تصرف الإنسان المفكر. يتجنب تورنغ بهذا السؤال المشكلة الفلسفية المعقدة المتمثلة في التعريف المسبق لفعل التفكير، ويركز بدلاً من ذلك على قدرات الأداء التي تتيحها القدرة على التفكير، وكيف يمكن للنظام السببي أن يُولّدها. ومن بين الانتقادات التي واجهها اختبار تورنغ، تجربة جون سورل الفكرية المعروفة باسم الغرفة الصينية، والتي تعد تجربة مثيرة للجدل بحد ذاتها. فقد اعتبر البعض أن سؤال تورنغ هو "هل يمكن لحاسوب يتواصل عبر جهاز طباعة عن بعد أن يخدع شخصًا لدرجة تجعله يصدق كونه إنسانًا؟ لم يكن تورنغ على ما يبدو يتحدث عن خداع الناس، ولكن عن توليد القدرة المعرفية البشرية.